# Stilobezzia viridis
Stilobezzia viridis är en tvåvingeart som först beskrevs av Daniel William Coquillett 1901.  Stilobezzia viridis ingår i släktet Stilobezzia och familjen svidknott. Inga underarter finns listade i Catalogue of Life.